# شرج بازريع (عمد)

تعديل مصدري - تعديل

شرج بازريع هي إحدى قرى  بمديرية عمد التابعة لمحافظة حضرموت، بلغ تعداد سكانها 16 نسمة حسب تعداد اليمن لعام 2004.